# Холандия
Вижте пояснителната страница за други значения на Холандия.
Холандия (на нидерландски: Holland) е историческа област, част от Нидерландия. Граничи на запад със Северно море и на изток с Ейселмер.

## История
Името Holland е споменато първо през 866 г. като Holtland („Дървена страна“ или „Горска страна“) за местността около Хаарлем. Дълго време Холандия е наричана Графство Холандия. От 1840 г. е разделена на провинциите Северна Холандия и Южна Холандия. В региона се намират големите градове Хага, Ротердам и Амстердам.
Територията е позната по времето на Август като Germania Magna, част на Римската империя. Става част от Франкската империя и последвалата я Свещена Римска империя.
През 1384 г. попада под френско влияние и се казва Бургундска Нидерландия. През 1430 г. Графство Холандия чрез наследство отива към Династия Валоа Бургундия. След смъртта на последния бургундски херцог Карл Дръзки през 1477 г. е към Хабсбургите, по-късно е към испанската линия на Хабсбургите (Испанска Нидерландия).
От 1581 г. Графство Холандия е водеща провинция на Републиката на седемте обединени провинции на Нидерладния. По времето на Наполеон съществува Кралство Холандия (1806 – 1810), което обхваща днешните Нидерландия и Фландрия. Разделена е на провинциите Северна Холандия и Южна Холандия през 1840 г.